# Frojach-Katsch
Frojach-Katsch è stato un comune austriaco nel distretto di Murau, in Stiria. È stato creato il 1º gennaio 1968 dalla fusione dei precedenti comuni di Frojach e Katsch an der Mur e soppresso il 31 dicembre 2014; dal 1º gennaio 2015 le sue frazioni di Frojach e Katsch an der Mur sono state aggregate all'altro comune soppresso di Teufenbach per costituire il nuovo comune di Teufenbach-Katsch.